# الذي لا يقهر (فلم)
الذي لا يقهر  (بالإنجليزية: Invictus) هو فيلم دراما من إخراج كلينت إيستوود أُصدر في الولايات المتحدة سنة 2009، استناداً إلى رواية «ملاعبة العدو: نيلسون مانديلا واللعبة التي صنعت أمة» لجون كارلين حول الأحداث التي وقعت في جنوب أفريقيا قبل واثناء كأس العالم للرغبي سنة 1995 بعد وقف سياسة الأبرتايد.الفيلم من بطولة مورجان فريمان بدور نيلسون مانديلا ومات ديمون بدور فرانسوا بينار.
أُطلِق الفيلم في الولايات المتحدة بتاريخ 11 ديسمبر 2009، ويمكن ترجمة عنوان الفيلم لا يُقهر" إلى اللغة اللاتينية ليصبح "الذي لا يُهزم" أو "الحصين"، كما أن عنوان الفيلم هو عنوان لقصيدة تحمل نفس الاسم كتبها ويليام هينلي (1849–1903).
قوبل الفيلم بمراجعات إيجابية من النقاد كما حصل على ترشيحات لجائزة الأوسكار لكل من الممثلين مورغان فريمان (أفضل ممثل) ومات ديمون (أفضل ممثل مساعد).

## طاقم التمثيل
- مورغان فريمان
- مات ديمون
- توني كوروجي
- باتريك موفوكينغ
- مات ستيرن
- سكوت إيستوود
- جوليان لويس جونز
- مارغريت ويتلي
- باتريك ليستر

## القصة
يتناول قصة خروج مانديلا (مورغان فريمان) من السجن وانتخابه كأول رئيس أسود لجنوب أفريقيا في 10 مايو أيار 1994, بعد فوز حزبه (المؤتمر الوطني الأفريقي) بأغلبية ساحقة في أول انتخابات متعددة الأعراق. ويصوّر محاولته لاستخدام لعبة الركبي والرياضة كلغة عالمية مضادة للغة التمييز العنصري والعنف في بلد خارج للتو من أتون اقتتال عنصري. ولأن الاختيار وقع على جنوب أفريقيا كي تستضيف اللعبة عام 1995، في محاولة لجلب البيض والسود في مكان واحد تجمعهم لعبة رياضية بعد الفصل العنصري. فإن الفيلم سيظهر كيف استثمر مانديلا هذا الحدث في مشروعه المناهض للعنصرية مع سرد استعادي سينمائي لمراحل من حياة المناضل الأفريقي.

## الإنتاج
يروي مورغان فريمان القصة التي سبقت تحقيقه لشغفه بإنجاز فيلم يكافئ به نضالات الزعيم التاريخي نيلسون مانديلا، ففي حزيران (يونيو) 2006 التقى فريمان، مصادفة، بجون كارلين مؤلف سيرة روائية عن حياة مانديلا بعنوان «ملاعبة العدو». يقول كارلين: تُرجم ذاك اللقاء، بعد خمسة شهور حيث عقدنا اتفاقاً وحضر بعدها كاتب السيناريو لنجلس أسبوعاً من أجل تحويل الرواية إلى سيناريو. أعجب مورغان بالسيناريو كثيراً ليأخذ نسخة منه إلى صديقه المخرج كلينت ايستوود وشركة وارنر برذرز التي تحمست للفكرة، وراحت تنجزها بسرعة، حيث انضم سكوت ايستوود «ابن مخرج الفيلم» إلى فريمان، ومات ديمون الذي يؤدي دورا مؤثرا وخلاقا من خلال تأديته شخصية كابتن فريق الركبي الوطني الذي يقود فريق بلده إلى الظفر.

## الاستقبال

### آراء النقاد
قوبل الفيلم بمراجعات إيجابية على العموم، حيث تحصل على نسبة 76% من المراجعات الإيجابية حسب آراء 218 ناقد على موقع الطماطم الفاسدة.

### شباك التذاكر
احتل الفيلم المركز الثالث في شباك التذاكر عند صدوره وراء فيلمي الأميرة والضفدع والبعد الآخر وحقق أرباحا تقدر ب122,233,971 دولار حول العالم في حين أن تكلفة الإنتاج بلغت حوالي 50 مليون.

## ترشيحات وجوائز
| السنة | الحدث              | الفئة           | النتيجة |
| ----- | ------------------ | --------------- | ------- |
| 2009  | جائزة الأوسكار     | أفضل ممثل رئيسي | رُشِّح     |
| 2009  | جائزة الأوسكار     | أفضل ممثل مساعد | رُشِّح     |
| 2009  | جائزة الجولدن جلوب | أفضل ممثل رئيسي | رُشِّح     |
| 2009  | جائزة الجولدن جلوب | أفضل ممثل مساعد | رُشِّح     |
| 2009  | جائزة الجولدن جلوب | أفضل مخرج       | رُشِّح     |

## روابط خارجية
- الموقع الرسمي.
- مقالات تستعمل روابط فنية بلا صلة مع ويكي بيانات
- الذي لا يقهر في موقع ميتاكريتيك.
- الذي لا يقهر في موقع all movie.